# Bispbergs gruva

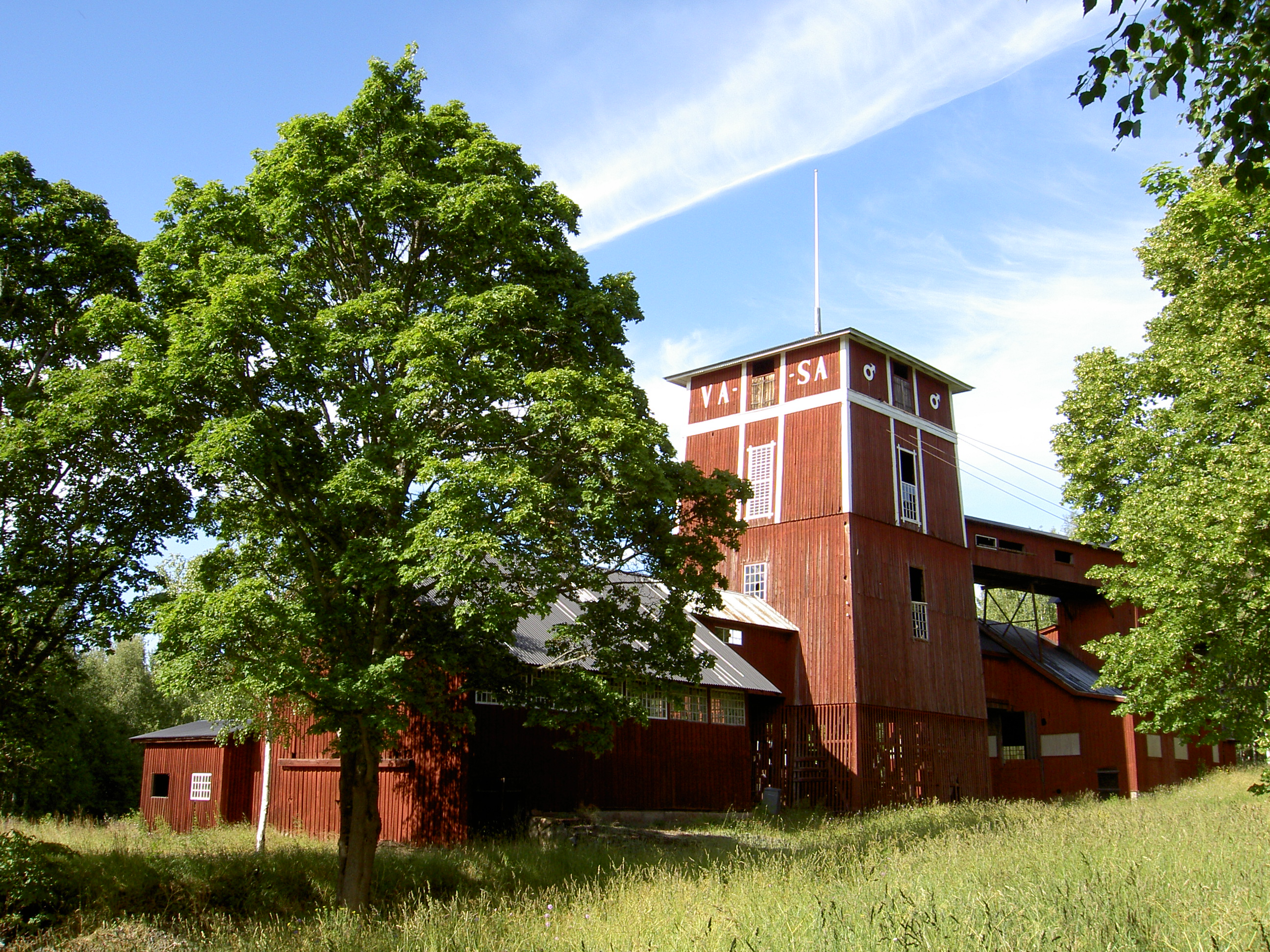
Gruvlaven över Vasaschaktet

Bispbergs gruva är ett gruvfält i Bispberg i Säters kommun i Dalarna. Redan under medeltiden pågick gruvdrift i området, men det var inte förrän under Gustav Vasa som näringen tog fart. Sverige var då i stort behov av pengar och gruvnäringen var högt prioriterad. Gruvdriften vid Bispberg nedlades 1967. Ovan jord finns den stora Vasalaven från 1889 kvar. Bispbergs gruva räknas till en av Sveriges bäst bevarade järngruvemiljöer.
Bispbergs gruva ingår i kulturslingan Silverringen, som gör Dalarnas bergslagshistoria turistiskt tillgänglig och besökaren får en möjlighet att följa järnets och silvrets väg från gruva till hammare.

## Historik

### Medeltiden
År 1388 bytte delar av malmfältet i "Bitsberg" ägare. Drottning Margareta överlät då en andel till Bo Jonsson Grips testamentsexekutorer, men andelen tycks ha återlämnats. År 1420 stadfäste kung Erik av Pommern bergsmännens privilegier i bland annat Bispberg. I slutet av 1400-talet skall dock gruvdriften ha lagts ned, men det är inte helt klart varför. 
Några tiotals år senare, runt 1530, återupptogs så driften efter order av Gustav Vasa. Man letade inte bara efter järn, utan också efter silvermalm. År 1552 hade gruvdriften drivits så hårt att det uppstod brist på skog runt Bispberg och Säter. Anledningen till detta var den form av gruvbrytning som användes, så kallad tillmakning, en process som krävde oerhörda mängder ved. År 1575 påbjöd kung Johan III att gruvdriften skulle upphöra på grund av svårigheterna att få tag på ved till träkol för järnbruken. Gruvbrytningen fortsatte emellertid i Bispberg och man gick allt djupare, något som skapade problem med gruvras (se nedan).

### 1600-tal till 1800-tal

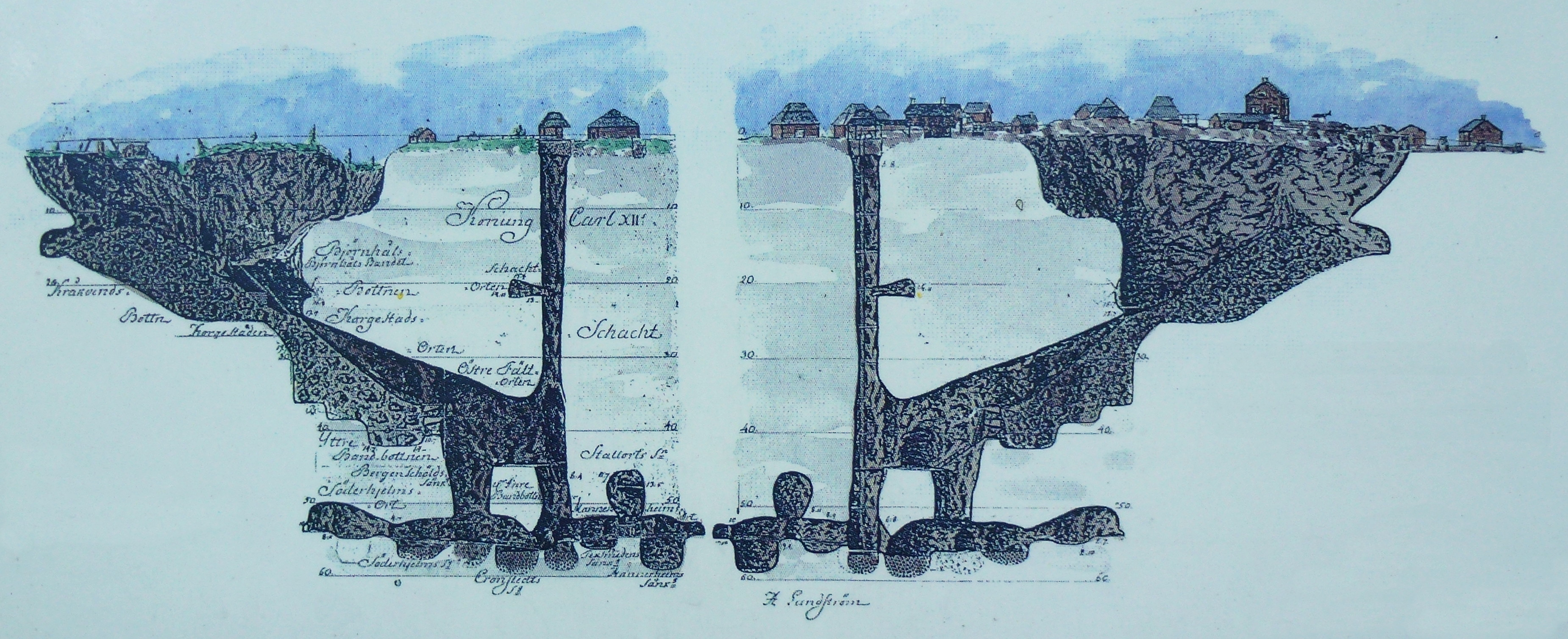
Karl XI:s schakt, sett från olika håll, 1700-tal.

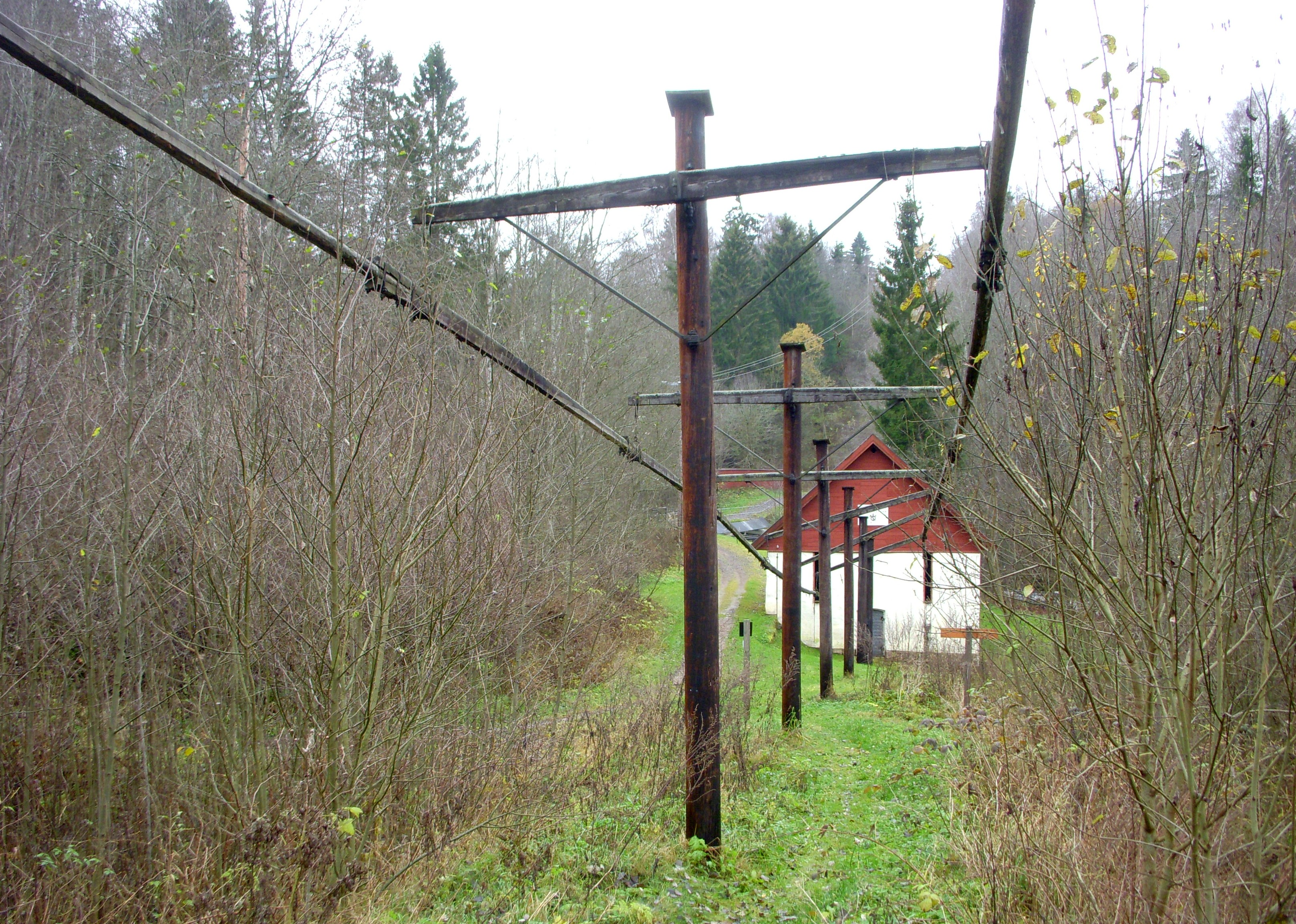
Konstgången i Sördalen, 2011.

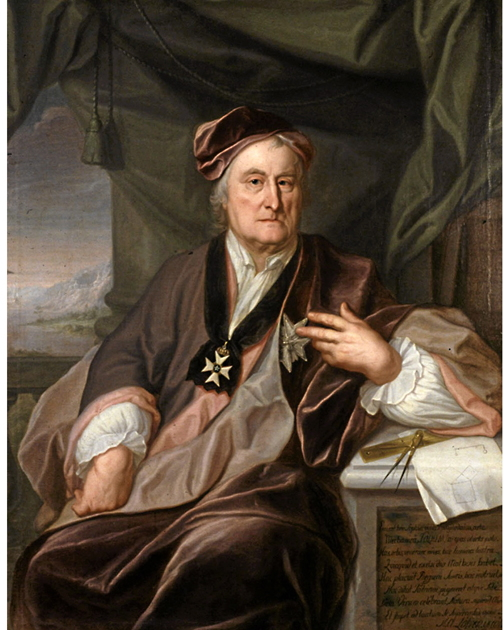
Christopher Polhem.

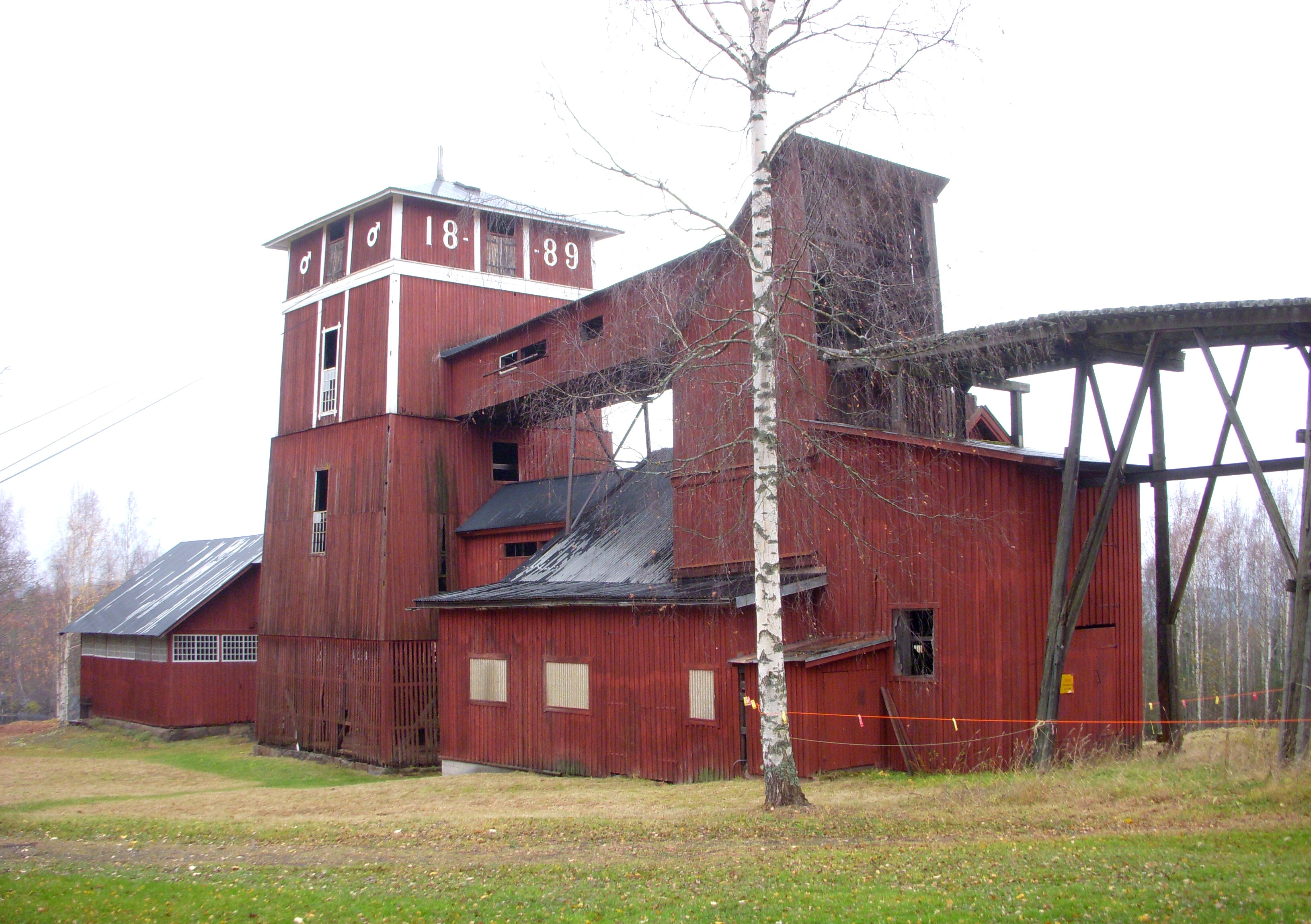
Wasalaven i oktober 2011.

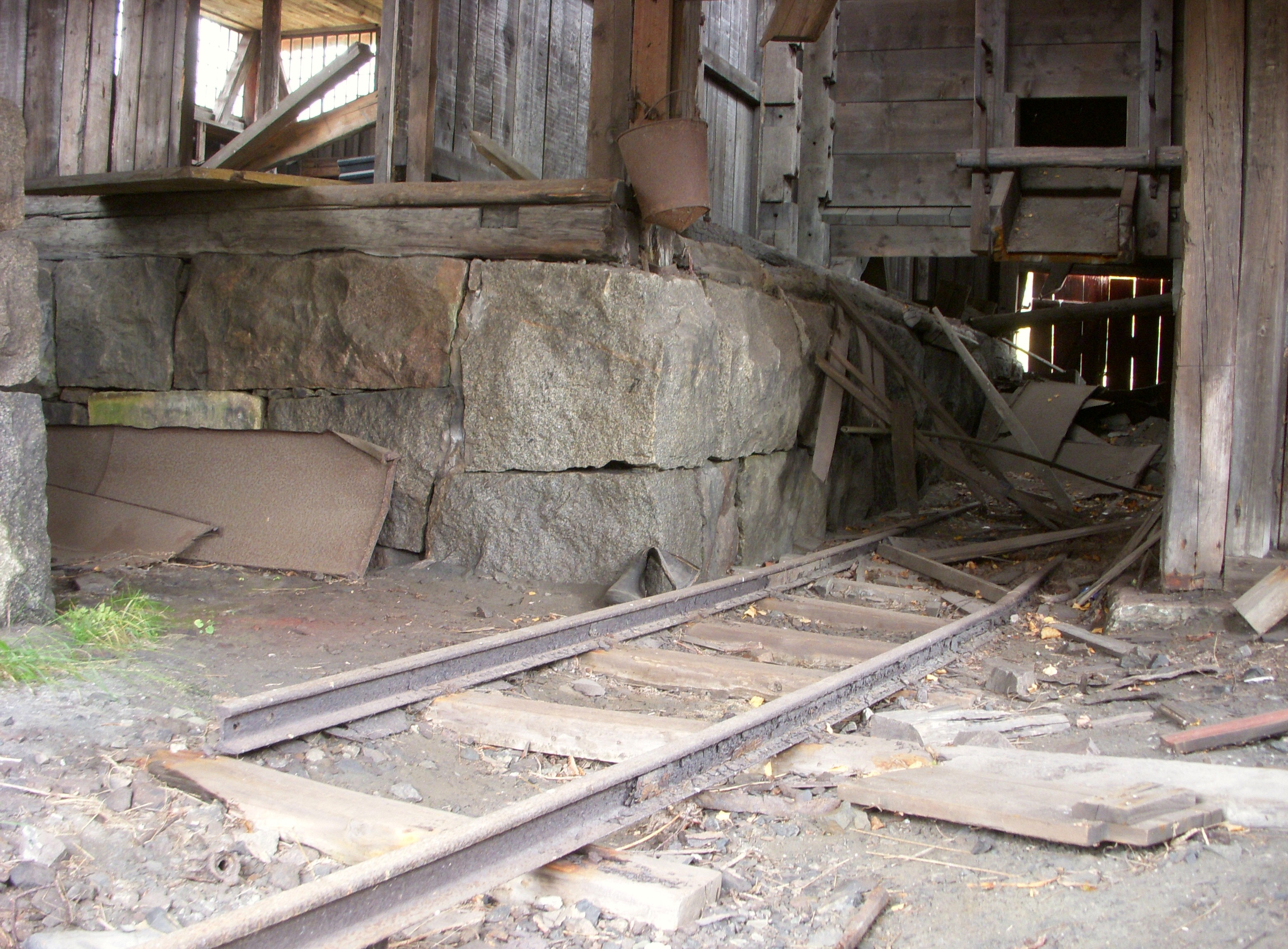
Spåret in till gruvans byggnad.

År 1609 betalade staten en så kallad "gruvkonst", en mekanisk anordning för att pumpa upp vatten ur gruvan (se Konsthjul). Kraften överfördes från vattenfallet Sördals kvarnfall (även kallat "Konsthjulsfallet") i Ljusterån i Säterdalen. År 1638 byggdes denna konstruktion om, eftersom den inte var helt driftsäker, och till slut förföll den helt och hållet. År 1656 skedde brytning i sju dagbrott: Björnhålsbotten, Gruvstugubotten, Högbotten, Kråkvindsbotten, Smedjebotten, Storbotten och Torrhålsbotten. Det största djupet, 43 meter, uppnåddes i Gruvstugubotten och Storbotten.
Staten ansåg sig år 1698, bland annat till följd av ett stort raset, inte ha råd att driva verksamheten utan bjöd ut gruvfältet till försäljning. Nya ägare blev Johan Angerstein (2/3) och landshövding Gripenhjelm (1/3). För att få ordning på kraftförsörjningen kallade man in Christopher Polhem som bland annat byggde om kraftöverföringen från Ljusterån. Arbetet tog två år men redan 1705 rasade konstdammen på grund av vårfloden. År 1712 inledde man brytningen i ett nytt schakt, det så kallade Karl XII:s schakt. År 1737 hade man nått ner på drygt 60 meters djup och man fick bättre kontakt med dagen då man bröt igenom berget i "Östra Fältorten". Under hela tiden uppfordrades malmen med hjälp av en hästvind. År 1740 byggde man om dammen och hjulhuset i sten och stånggången blev 1556 meter lång, en ansenlig längd för en helt manuell kraftöverföring. 1745 var ombyggnaden klar under ledning av den så kallade konstmästaren, personen som skötte gruvkonsten. Men bara ett år senare, 1746, förstördes stora delar av ett rasskydd i gruvrummet Korgestaden i en eldsvåda, en svår ekonomisk förlust då det rörde sig om en mycket dyr konstruktion.
År 1752 övergick man att använda vattenkraft även för uppfordring av malm. 1762 hade man nått ner till 107 meters djup och under tre års tid i slutet av 1760-talet inträffade inga större problem i gruvan. 1778 brann hela uppfordringsanläggningen och återuppbyggnaden tog över ett år och kostade 658 riksdaler. Största brytningsdjup var 192 meter. 1794 började man använda krut istället för träkol och skogsåtgången reducerade kraftigt. Man fortsatte till viss del att använda tillmakning, men i betydligt mindre omfattning.
År 1835 tog malmådern Ulrikamalmen slut och 1850 även Karlsmalmen som utgjorde Storgruvans huvudåder. Man övergav då dessa brytområden och började istället driva orter högre upp, något som skulle komma att skapa stora problem för efterkommande gruvdrift, eftersom bergets hållfasthet försämrades märkbart. 1866 började man använda nitroglycerin istället för krut och ca 1870 inledde man uppförandet av ett nytt vattenturbindrivet gruvspel. Under 1870-talet påbörjades också nya schakt, men 1880 orsakade ett ras att hela konstmaskineriet förstördes.
År 1889 hade sökandet efter malm inte givit några nya resultat och man började istället ta av pelare, bergfästen och väggar i de övre delarna av Storgruvan. Man hade, till följd av raset 1880, insett att något måste göras för att förstärka Carl XII:s schakt och en del i detta var att återuppta vattenuppfordringen ur berget. Detta arbete hade inletts 1888 och under vintern detta år samt våren 1889 inträffade flera skakningar och ras. I slutet av juni sammankallades gruvexpertisen för att besiktiga gruvan och diskutera vad som måste göras för att inte riskera såväl driften som gruvarbetarnas säkerhet. Redan dagen efter beslutet, 22 juni, skedde så ett av de sannolikt största gruvrasen i Skandinavien. Ingen människa kom till skada. Resultatet av detta ras var att man var tvungen att ha helt nya metoder för gruvdrift, transporter och liknande. Raset hade varit så omfattande att man var mer eller mindre tvungen att börja om från början och anlägga en helt ny gruva.

## Ny gruva och 1900-tal

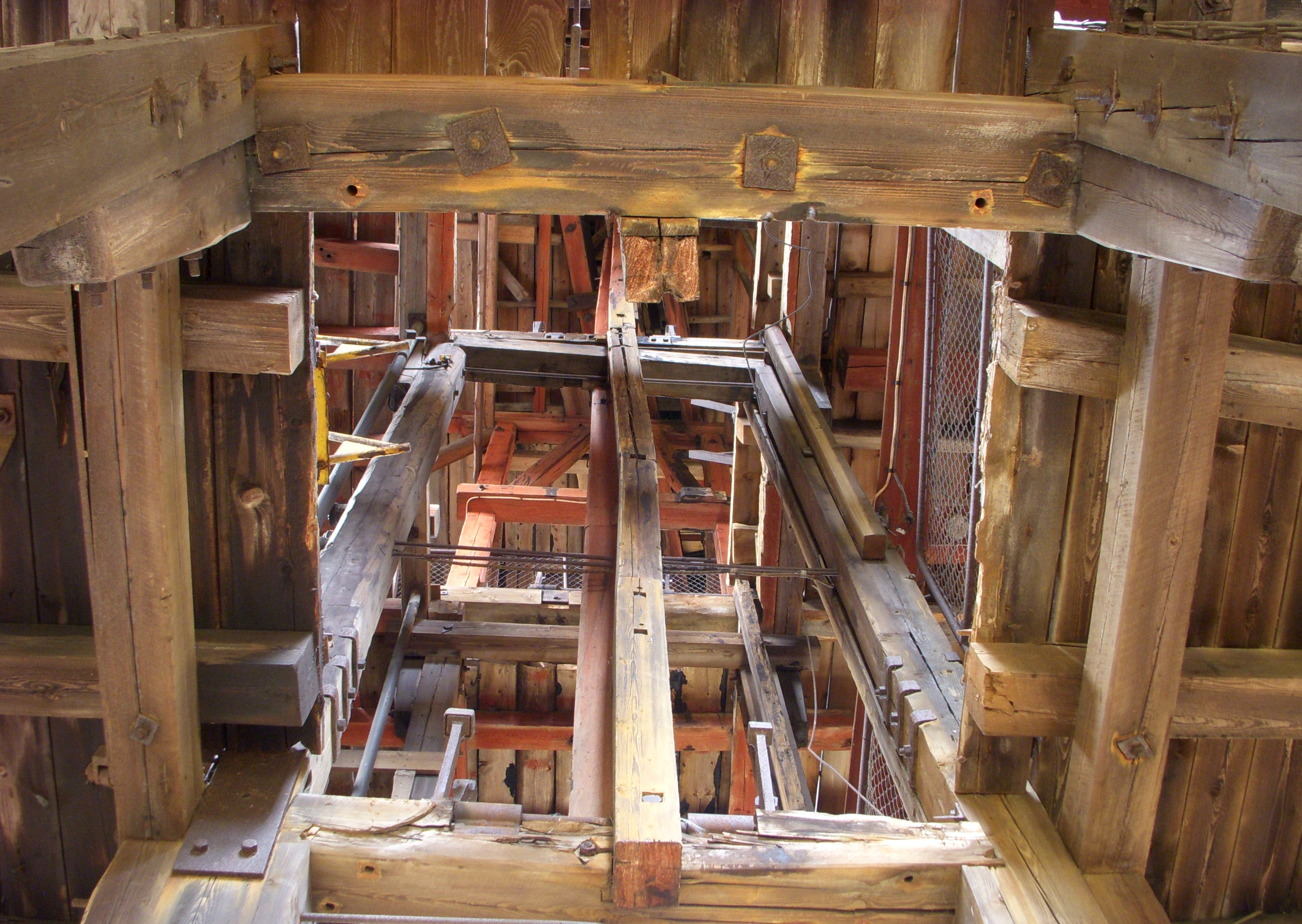
Uppfordringsschaktet (sett uppåt) i Wasalaven.

Under sensommaren 1889 fortsatte utredningarna hur man skulle kunna återuppta gruvdriften. Istället för vattendrift och manuella hjälpmedel beslöt man att använda ångdrift och redan i november 1889 började man sänka det nya Wasaschaktet. Samtidigt byggdes ett nytt ångmaskinshus för två liggande ångpannor från Bolinders mekaniska verkstad. Dock använde man sig fortfarande av stånggångsdrift. Redan i maj 1892 hade man nått nästan 200 meters djup. År 1893 började man utvinna malm ur rasmassorna och 1896 var hela gruvan länspumpad. Nya undersökningar gav vid handen att inga nya malmådror fanns. Prospekteringen fortsatte utan resultat ända fram till 1907 då man under den gamla Gräsgruvan påträffade en malmåder på 186 meters djup. 
År 1921 upphörde man att använda stånggången. Under 1920- och 1930-talet uppfördes nya sovrings- och anrikningsverk. 1938 började man utvinna malm ur gamla varphögar. År 1953 upptäcktes en ny åder på mycket stort djup, 450 meter. Denna åder kallades Betzbergsmalmerna och dessa nåddes 1957. Året efter moderniserades anrikningsverket och man kunde påbörja brytning av den nya ådern. Under första halvan av 1960-talet skedde fortlöpande förbättringar för att effektivisera gruvdriften, men nya prospekteringar ledde inte till att brytvärda malmmängder hittades. 1964 lades den egentliga malmbrytningen ned och malmutvinning skulle nu endast ske i färdigbrutna magasin och ur malm från undersökningsarbetena. Personalstyrkan reducerades. Under 1965 fortsatte prospekteringen, men man hittade inget berg värt att bryta. Samtidigt planerade foretagsledningen för utökad drift om man skulle hitta något, men även för nedläggning av gruvan. 16 december 1966 beslöt styrelsen lägga ner all malmproduktion från 1 februari 1967.

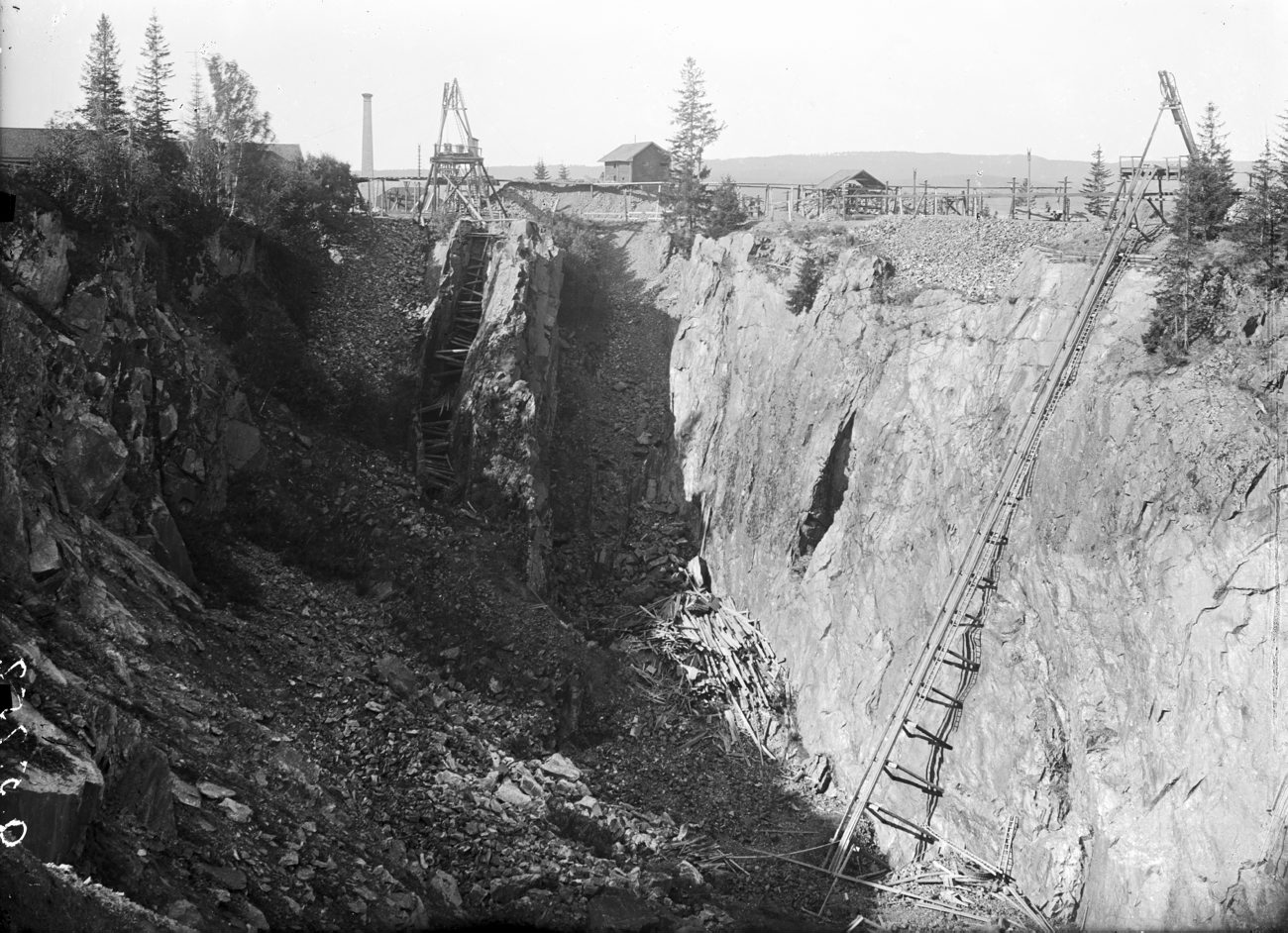
Bispbergs gruva 1893.
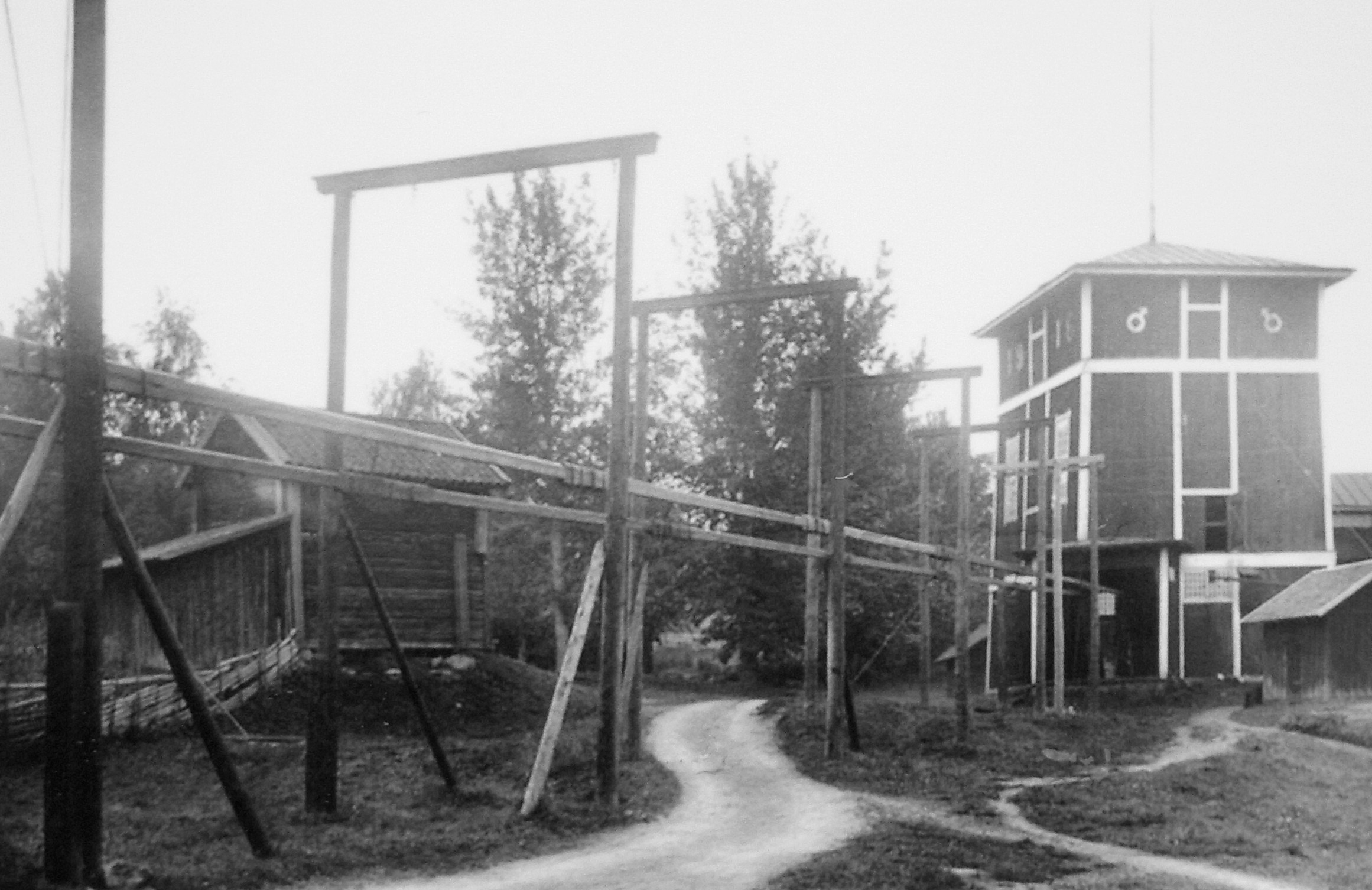
Stånggången vid gruvan ca 1910.
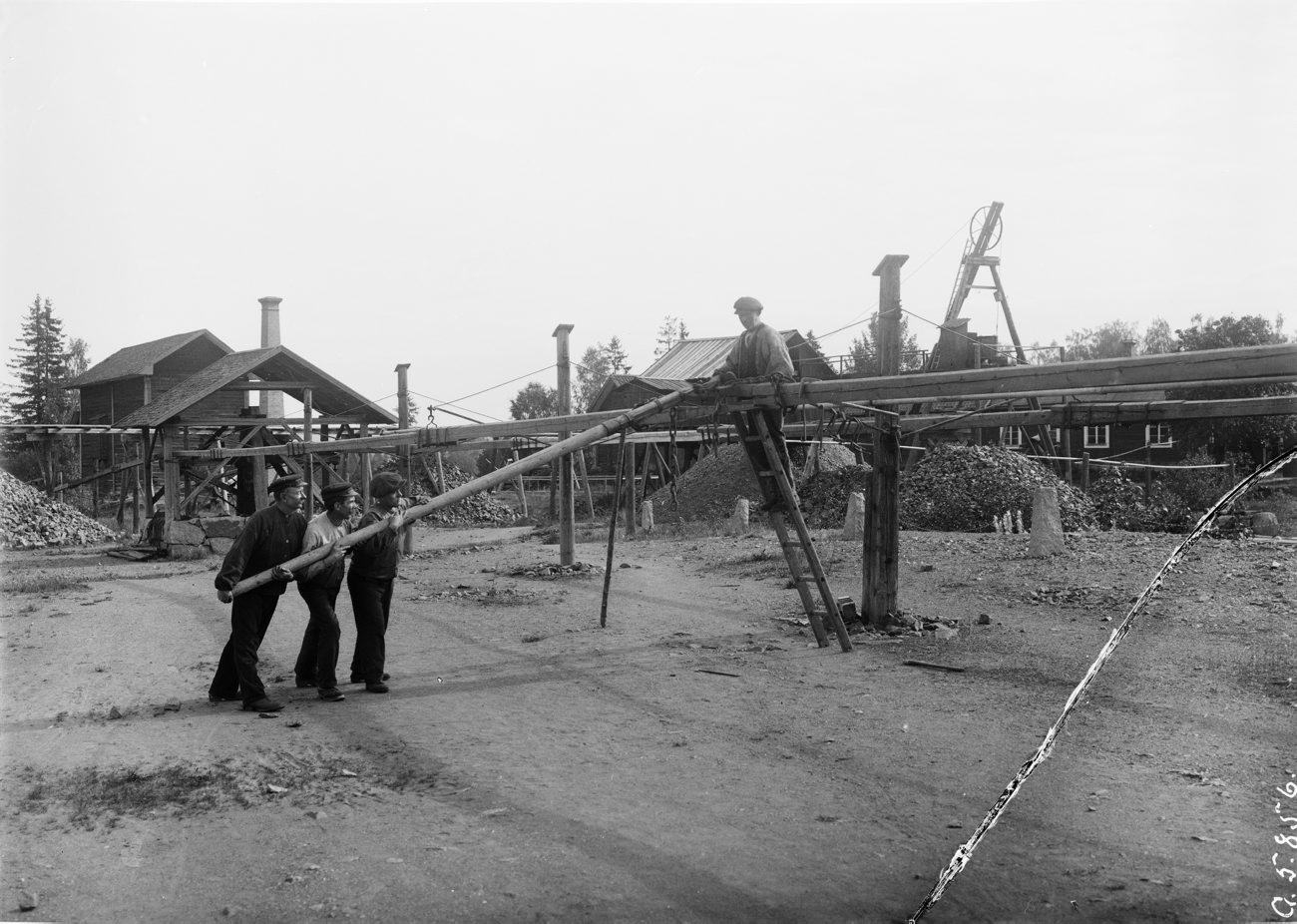
Arbetare vid Bispbergs gruva 1922.

## Nedläggning
Orsaken till att gruvan lades ner var bland annat en stagnerande prisnivå, allt högre krav på malmprodukter och en hög inflation. Trots en dubbelt så hög produktivitet 1960 jämfört med 1930 fick man helt enkelt inte avsättning för sina produkter 

## Gruvras
Under i stort sett gruvans hela verksamhetstid hade man problem med gruvras.
- I slutet av 1400-talet övergavs gruvan, eventuellt på grund av just rasrisken
- År 1592 inträffade ett ras i gruvan Storbotten
- År 1602 skedde ett ras i Björnhålsbotten
- År 1620 inträffade flera ras i Gruvustugbotten och Högbotten
- År 1652 rasade Lilla gruvan helt.
- År 1674 rasade mellanväggarna mellan de sju dagbrotten (se ovan) och formade det som så småningom skulle kallas "Stöten". Gruvdriften lades ner eftersom det skulle bli alltför dyrt att försöka röja upp och återuppta gruvbrytningen.
- År 1698 inträffade ett mindre ras.
- År 1712, 1718 och 1722 inträffade nya ras.
- År 1737 störtade delar av Storgruvan in.
- År 1744 rasade det på nytt i Storgruvan och konstanläggningen skadades.
- År 1747 rasade Dagortsbandet och fyllde samtidigt Kråkvindsbotten, Korgestaden och Väderstollen med rasmassor.
- År 1770 inträffade ett större ras
- År 1880 rasade det i de så kallade Ulrika- och Fredriksgångarna samt i Carlsgångens övre delar. Rasmassorna störtade in i Carl XII:s schakt.